# Florent de Bayne
Florent de Bayne, seigneur d'Escroux et de Berlats, né à Lacapelle-Escroux dans les années 1540 et assassiné par méprise d'une balle d'arquebuse dans le dos le 10 septembre 1585 à Castres, était un capitaine huguenot qui au lendemain du massacre de la Saint-Barthélemy prit les armes. Il s'associa à Bertrand de Rabastens alors vicomte de Paulin. Il fut avec d'autres capitaines protestants, à l'origine de l'idée de la création d'une confédération protestante dans le Languedoc.

## Biographie

### Famille et enfance

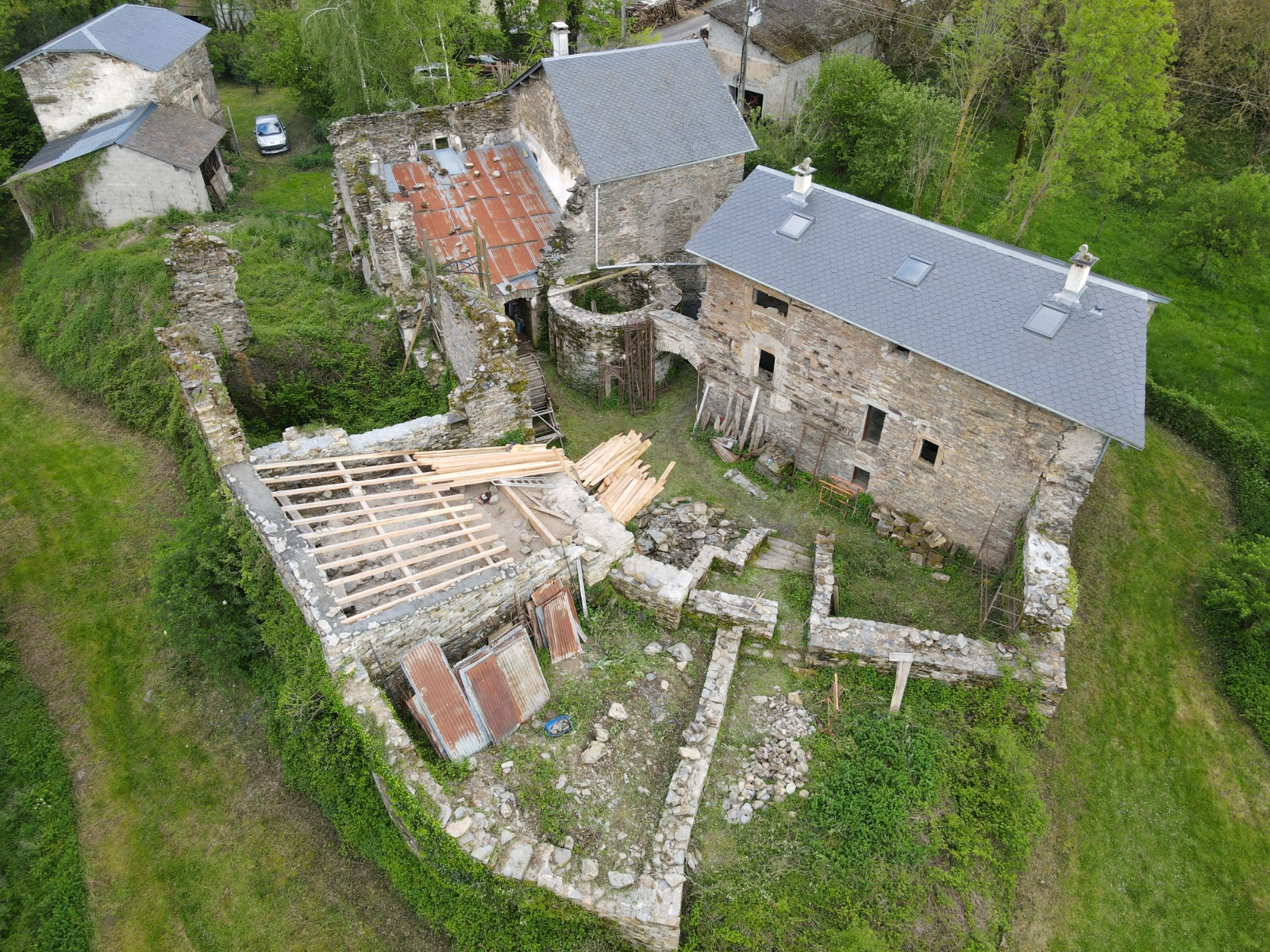
Chateau d'Escroux aujourd'hui

Florent de Bayne est né à Lacapelle-Escroux dans les années 1540. Il est le fils d'Arnaud de Bayne qui est issu d'une longue lignée de chevaliers, son trisaïeul Jean III de Bayne est capitaine général du comté de Castres sous le règne de Charles VII lors de la guerre de Cent Ans. Parmi ses ancêtres paternels on retrouve des membres de la famille de Lautrec, de Saint-Maurice (ne pas confondre avec la famille de Saint-Mauris), de Morlhon. La famille de Bayne, parfois orthographiée dans des textes anciens en de Beyne est une famille du sud de la France concentrée autour des villes de Mazamet et Castres. La mère de Florent de Bayne se nomme Catherine de Thézan, d'une famille aussi de la région du Tarn, son frère Tristan de Thézan est un farouche calviniste. Son père est Antoine de Thézan seigneur de Saint-Géniez et du Luc et sa mère Catherine de Saint-Juery. Florent est né et a vécu au château d'Escroux qui est la propriété de son père Arnaud, il a une sœur Marquise de Bayne. Son père comme sa mère, ainsi que d'ailleurs une bonne part de la noblesse de la région, embrassent la religion calviniste. Comme tout petit noble il apprend à lire, à écrire mais aussi le maniement des armes et l'équitation. De son enfance nous avons que peu d'information.

### Guerres de Religion
À la nouvelle des massacres du 24 août, Florent de Bayne et d'autres seigneurs huguenots sont présents le 1er novembre 1572 à une assemblée secrète près du faubourg de Viane. Ils avaient l'intention de créer une confédération protestante et d'élire un général pour les protestants de la région de Castres et Albi. C'est à Bertrand de Rabastens que revint cette tâche. Florent fit partie de son armée et il assiégea Viane qui se rendit. Entretemps il rebâtit le château familial.

#### Meurtre
Le 10 septembre 1585 il se rendit à Castres. Ce jour-là, les États de Castres s'étaient rassemblés. Avec un groupe de capitaines huguenots, il fut pris à partie par des protestants ultra, qui les prirent pour des catholiques. Florent tenta de s'interposer mais reçut une balle d'arquebuse dans la colonne vertébrale (on ne sait pas s'il est mort sur le coup ou s'il est mort quelque temps après dans la journée). Sa mort fut regrettée par tous.

## Mariage et descendance
Le 10 juillet 1557, Florent de Bayne se maria avec Isabeau d'Aure, fille de Jacque d'Aure seigneur de La Motte de la familles d'Aure, fils d'Adhémar d'Aure seigneur de La Motte et de Salvie de Grimoard; et fille de Jacqueline de Guillots, fille de Jacques des Guilhots baron d'Auriac et de Isabeau de Montbrun. On retrouve dans sa généalogie la famille d'Hautpoul. Après la mort de son mari, le 29 août 1613 elle écrira son testament demandant à être inhumée auprès de lui. Ensemble ils ont
- Charles de Bayne seigneur d'Escroux, marié le 16 juillet 1591, avec Suzanne de Castelpers, fille Bertrand de Castelpers, vicomte d'Ambialet et baron de Trévien et de Yolande de Monestiès dame de Trévien
- Judith de Bayne, mariée (contrat) le 18 mars 1590 à Espérausses, avec Bertrand de Gautrand, sieur de Birac, fils de Vincent de Gautrand et de Denise de Bonnafous. Leurs fils David se mariera avec Olympe de Rouzet fille de Jacques de Rozet.
- Jean de Bayne seigneur de Roquecésière, marié en 1591, avec Marie de Calvairac.
- Jeanne de Bayne, mariée avec Jean d'Huc, seigneur de Besselves.